# 닉 크롤
닉 크롤(Nick Kroll, 1978년 6월 5일 ~ )은 미국의 배우, 희극인, 작가, 제작자이다.

## 출연 작품

### 영화
- 알러뷰 맨 (2009)
- 브로큰 데이트 (2010)
- 컴 백 록스타 (2010)
- 디너 게임 (2010)
- 미트 페어런츠 3 (2010)
- 아메리칸 오지 (2011)
- 베케이션 (2015)
- 나이트 오브 컵스 (2015)
- 소시지 파티 (2016) - 목소리
- 러빙 (2016)
- 씽 (2016) - 목소리
  - 씽2게더 (2021)
- 캡틴 언더팬츠 (2017) - 목소리
- 하우스 (2017)
- 엉클 드류 (2018)
- 오퍼레이션 피날레 (2018)
- 올림픽 드림스 (2019) - 에즈라 역
- 마이펫의 이중생활 2 (2019) - 목소리
- 아담스 패밀리 (2019) - 페스터 삼촌 역 (목소리)
  - 아담스 패밀리 2 (2021)
- 돈 워리 달링 (2022)
- 레드 원 (2024)